# Kamara Ghedi
Kamara Ghedi (n. 19 februarie 1976),  cunoscut sub numele de scenă Kamara, este un cântăreț român.

## Viață
Născut în București, România, este membrul grupului pop Alb Negru . El este de asemenea descendent grecesc prin mama sa. Bunicul său era ministru în Guineea franceză. 

## Carieră
Alături de Todomondo și Andrei Ștefănescu (formația Alb Negru), a reprezentat România la Concursul Muzical Eurovision 2007, care au plasat România pe locul 13, cu piesa "Liubi, Liubi, I Love You". 
A jucat fotbal la Universitatea din Cluj-Napoca . 

## linkuri externe
- Alb Negru Arhivat în 22 februarie 2017, la Wayback Machine. la Media Pro Music